# Нурудинов, Омар Омарович
Омар Омарович Нурудинов (20 апреля 1983, с. Бетельда, Тляратинский район, Дагестанская АССР, РСФСР, СССР) — российский армрестлер, многократный чемпион мира среди спортсменов-инвалидов с поражением опорно-двигательного аппарата. Мастер спорта России международного класса.

## Спортивная карьера
Армрестлингом занимается с 2005 года. В сентябре 2009 года на чемпионате мира в Италии победил на правой руке, а на левой стал вторым. В декабре 2010 года в США дважды стал чемпионом мира. В 2011 году дважды стал серебряным призёром чемпионата мира в Казахстане. В следующем году на чемпионате мира в Бразилии стал победителем на левой руке. В 2013 году на чемпионате мира в Польше стал победителем на левой руке, а на правой стал бронзовым призёром. В феврале 2022 года в Орле завоевал две золотые медали на чемпионате России. В ноябре 2022 года в Орле стал обладателем Кубка России.

## Личная жизнь
В 2003 году окончил вечернюю школу в Кизилюрте. Окончил Дагестанский государственный педагогический университет.